# NoFap
NoFap — вебсайт та форум спільнота, яка служить групою підтримки для тих, хто хоче уникати порнографії та мастурбації. Його назва походить від сленґового терміна fap, що стосується чоловічої мастурбації.

## Заснування
NoFap був заснований у червні 2011 року веброзробником Александром Родсом після теми на Reddit про китайське дослідження 2003 року, що чоловіки, які утримуються від мастурбації протягом семи днів, відчувають 45,7 % сплеск рівня тестостерону на сьомий день. Це потрапило на головну сторінку популярного форуму на Reddit. На вебсайті зазначається, що деякі учасники NoFap прагнуть «… покращити свої міжособистісні стосунки», зробити «виклик сили волі — захопити контроль над своєю сексуальністю і перетворити її на надсили», але завжди з метою мати можливість «утриматися». від ПМО (порно/мастурбація/оргазм). Хоча вебсайт найчастіше асоціюється з чоловіками, які прагнуть кинути порно і зменшити мастурбацію, є меншість жінок, які також є користувачами вебсайту, які отримали прізвисько «фемстронавти»; Родос підрахував, що п'ять відсотків учасників — жінки.
Вираз «fap» — це ономатопечний інтернет-сленґовий термін для чоловічої мастурбації, який вперше з'явився в вебкоміксі Sexy Losers 1999 року, щоб вказати на звучання чоловічого персонажа, який мастурбує.
Александр Родос з'являється у документальному фільмі Sticky: A (Self) Love Story, режисера Ніколаса Тани, в якому він обговорює свої висновки та свої думки щодо мастурбації. Після цього Родос створив NoFap як «сабреддіт» форуму спільноти Reddit.

### NoFap.com
Користувачі на підрозділі NoFap за два роки збільшилися більш ніж утричі, що призвело до того, що Родос створив офлайн-форум Reddit на NoFap.com та розпочав інші плани для кращого обслуговування швидкозростаючих фракцій вебсайту у Бразилії, Німеччині та Китаї. NoFap.com — це вебсайт у стилі форуму, де люди, які зобов'язалися утримуватися від порнографії та/або мастурбації протягом певного періоду часу, можуть розповісти про свій досвід та вступити у виклики, щоб допомогти їм відновитись. NoFap.com — сестринський вебсайт спільноти NoFap, що розміщується на Reddit.

## Членство

### Демографія
Членство в NoFap варіюється від атеїстів, як засновник Родос, до фундаменталістських християн. Жінки також є частиною NoFap хоча спільноту іноді вважають частиною андросфери. Користувачі вебсайту називають себе «фапстронавтами». Деякі кореспонденти назвали членів спільноти NoFap, як NoFappers fapstinent або no-fappers.

### Переконання
Після відмови від порно та мастурбації протягом певного часу деякі користувачі NoFap стверджують, що відчувають «різке зростання соціальної впевненості, енергії, концентрації, гостроти психіки, мотивації, самооцінки, емоційної стабільності, щастя, сексуальної доблесті та привабливості для протилежної статі». Деякі користувачі NoFap кажуть, що їхній мозок був викривлений порно, за рахунок реальних стосунків.
NoFap пропонує широкий спектр різних думок щодо сексуального здоров'я та підтримує користувачів з різними цілями, якщо вони намагаються покращити своє сексуальне здоров'я. Методи NoFap іноді цитуються членами маносфери як метод самовдосконалення та іншими людьми як зусилля, які використовуються для протидії наслідкам синдрому смертного захвату, що виникає у чоловіків через надмірно агресивну мастурбацію, які можуть десенсибілізувати їх пеніс.

### Критика
Слід зазначити, що негативна критика NoFap.com ніколи не підкріплюється науковими дослідженнями, та носить виключно ідеологічний характер. Так як порнографія і маструбація пригнічує вольові та розумові функції, то деяким людям вигідно її пропагувати для боротьби з конкурентами за ресурси.
Роберт Вайс з HuffPost розглядає NoFap як частину технічної реакції. Намагання також піддавалося критиці як породження незручних побічних ефектів, таких як тривала або небажана ерекція у чоловіків або надмірне лібідо. Думка пропагандистів маструбації полягає в тому, що від нормальної практики мастурбації шкоди немає. Згідно з Manual of Diagnosis and Therapy Мерка, «Це вважається ненормальним лише тоді, коли він гальмує поведінку, орієнтовану на партнера, робиться публічно або є достатньо нав'язливим, аби викликати дистрес». У США мастурбація була діагнозним психологічним станом до DSM II (1968). Американська медична асоціація оголосила мастурбацію нормальною консенсусом у 1972 році. Пропагандисти стверджують, що мастурбація не виснажує енергію тіла або не призводить до передчасної еякуляції.
Автори вступного підручника з психології Кун, Міттерер та Мартіні, згадуючи про NoFap, говорять про порнографію як про «надприродний стимул», але використовують модель примусу, а не залежність.
Кілька журналістів розкритикували NoFap після участі в його програмах. За словами Елізабет Браун, нейрологів поставив під сумнів деякі претензії, які висловлювали люди на NoFap.
Один психолог Девід Дж. Лей писав: «Я не проти них, але я думаю, що їхні ідеї спрощені, наївні і пропагують редукціонізм і спотворений погляд на чоловічу сексуальність і маскулінність». Лей критикує прихильників NoFap як любителів, які використовують «погані дані» та «екстраполяції на слабку науку, щоб стверджувати, що порно має непропорційний вплив на мозок», і стверджує, що вживання порно викликає еректильну дисфункцію. Лей заявив, що вебсайт є продовженням антимастурбаційних рухів з минулого, таких як швейцарський лікар Самуель Тіссот 18 століття стверджує, що мастурбація була хворобою, яка «послабила чоловічий дух» і призвела до аморальності, американський лікар Бенджамін Раш, який стверджував, що мастурбація викликає сліпоту.
Соціальні психологи Тейлор та Джексон, які проаналізували зміст форумів NoFap, у своєму дослідженні дійшли висновку, що деякі учасники NoFap не лише відкидали порнографію, але й радикальну феміністичну критику порнографії, а також припустили, що члени NoFap часто використовують та перерозподіляють знайомі гегемонічні чоловічі стосунки дискурси (наприклад, чоловіки як домінуючі шукачі задоволення, а жінки як «природні» постачальники цього задоволення), своєю чергою відтворюючи здорові почуття сексуальних очікувань гендерного домінування та підпорядкування.
Письменниця The Guardian Кеті Бішоп описала роль жінок у русі NoFap, виявивши, що «у NoFap є більш темна сторона. Серед нирок дискусій Reddit і відео YouTube регулярно з'являється принципово мізогінічна риторика»
У 2017 році в статті Independent статті під назвою «Всередині спільноти чоловіків, котрі відмовилися від порно» зазначалося, що альтернативний субредіт /r/pornfree відрізняється від «NoFap», оскільки члени утримуються від порнографії, але не обов'язково від мастурбації. В іншій незалежній статті від 2018 року відзначається менш «екстремальний» характер /r/pornfree порівняно з /r/nofap.